# Yangseong-myeon
Yangseong-myeon (koreanska: 양성면) är en socken i stadskommunen Anseong i provinsen Gyeonggi i den centrala delen av Sydkorea, 60 km söder om huvudstaden Seoul.